# Alejandro Lavorante
Alejandro Tomás Lavorante (Godoy Cruz, Mendoza, 25 de octubre de 1936 - Mendoza, 1 de abril de 1964) fue un boxeador argentino.

## Biografía
Oriundo de la localidad mendocina de Godoy Cruz, Lavorante era el mayor de cinco hermanos, su padre italiano se llamaba como él, y su madre argentina se llamaba Lidia. Hizo la escuela primaria en La Quintana. Ya de adolescente, cuando media más de un metro ochenta, se inclinó por el boxeo. Su padre lo apoyaba a tal punto que le hizo un gimnasio para que desplegara todo su talento.

## Carrera
A los 17 años, cuando ya media un metro noventa y cuatro y ganaba todas las peleas amateur en las que se presentaba, su familia decidió mudarse a la importante ciudad de Rosario en el sur de la Provincia de Santa Fe, para estar cerca de la provincia de Buenos Aires, ya que allí podía conseguir boxeadores de peso pesado que en Mendoza no se conseguían.
En 1957, por su elevada talla le tocó el servicio militar obligatorio en el cuerpo del Regimiento de Granaderos a Caballo General San Martín en la capital federal, hoy oficialmente denominada Ciudad Autónoma de Buenos Aires. Por su porte fue encargado de la seguridad de la Casa Rosada durante la presidencia del general Pedro Eugenio Aramburu.
Fue descubierto por Jack Dempsey, el legendario campeón de la categoría de los pesados, en Venezuela, donde había viajado junto a Pascual Pérez (el campeón mundial de los moscas y también mendocino).
Con 24 años de edad debutó ante Don Bogany en San Antonio, Texas, y ganó por nocaut en el tercer asalto. Después vendrían otras tres peleas. En 1959 caería por puntos ante Roy Harris.
El ex pupilo de Diego Corrientes siguió su récord impresionante de nocauts en los dos años siguientes: 13 ganadas por la vía rápida (entre ellas, una en Los Ángeles ante Zora Folley) y dos por puntos, aunque en la última del 61 cayó por decisión unánime del jurado, que lo vio perdedor en las tarjetas.
El 12 de marzo de 1960 viajó a La Habana, Cuba, para enfrentar a Ray López, en una pelea en la que estuvo presente Fidel Castro, y en la cual Lavorante arrasó en el primer round.
Comenzó a declinar en su rendimiento y tuvo que enfrentarse a boxeadores renombrados como Archie Moore, Muhammad Alí y con ambos perdió por nocaut. Se rumora que Frank Sinatra, quien estuvo en el público durante su combate con Clay, le ofreció a Lavorante trabajo como actor de películas luego de ese combate, pero Lavorante se negó.

## Tragedia y fallecimiento
Luego de una dura pelea con Johnny Riggins, el 21 de septiembre de 1962, Lavorante cayó en estado de inconsciencia debido a los coágulos en el cerebro producto del combate. Después de medio año en un hospital estadounidense, sus padres y sus cuatro hermanos decidieron traerlo al país, donde estuvo más de un año inconsciente en el Sanatorio Felibert de Rosario.
Falleció en la ciudad de Mendoza el 1 de abril de 1964. Tenía tan solo 27 años de edad.